# Renate Heintze
Renate Bürg-Heintze (Naumburg, 4 oktober 1936 – Halle, 28 juli 1991) was een Duitse sieraadontwerper, textielkunstenaar en (kunst)docent. Ook schreef zij verschillende publicaties. Zij woonde en werkte in Halle.

## Carrière
Heintze kwam uit een familie van goudsmeden in Naumburg; ze groeide op met drie zussen. In 1950 ging Heintze in de leer bij haar grootvader, goudsmid Paul Brand. Daarna heeft ze van 1953 tot 1958 les gehad aan Burg Giebichenstein in Halle van onder anderen beeldhouwers Karl Müller en Joachim Fitzermann. Van 1960 tot en met 1962 werkte Heintze voor VEB Gablona in Neuheim. In 1962 trouwde ze met Manfred Heintze. Met hem kreeg ze twee dochters. Het paar scheidde in 1984. Samen met Dorothea Prühl gaf Heintze van 1966 tot 1991 les aan Burg Giebichenstein.
Sieraden van Heintze zijn gemaakt van edele metalen en van ook van andere materialen zoals giethars, papier-maché, messing, aluminium, verf en textiel. 

### Werk in openbare collecties (selectie)
- CODA, Apeldoorn
- Burg Giebichenstein, Halle
- Danner-Stiftung, München
- Galerie Marzee, Nijmegen
- Grassimuseum, Leipzig
- Kunstgewerbemuseum, Berlijn
- Moritzburg, Halle
- Rotasa Collection Trust, San Francisco

### Tentoonstellingen (selectie)
- 1983 – Galerie Wort und Werk, Leipzig
- 1993 – Moritzburg, Halle
- 1993 – Schmuck – Burg Giebichenstein 1970-1992 und Renate Heintze, Deutsches Goldschmiedehaus, Hanau
- 2017 – Renate Heintze. Klassiker der Moderne, München
- 2017 – Renate Heintze – selection of jewellery from 1977 until 1989, Galerie Marzee, Nijmegen
- 2018 – Ruw & Rauw, CODA, Apeldoorn
- 2018 – Sala Arte, Museo del gioiello, Vicenza

### Prijzen (selectie)
- 1967 – Eerste prijs Leuchterwettbewerb der Ausstellung des Kunsthandwerks der DDR, Erfurt
- 1971 – Gouden medaille Internationalen Schmuckausstellung Jablonec
- 1974 – Zilveren medaille Internationalen Schmuckausstellung Jablonec
- 1977 – Zilveren medaille Internationalen Schmuckausstellung Jablonec
- 1982 – Tweede prijs Designwettbewerb des Amtes für industrielle Formgestaltung

- Gemeinsame Normdatei: 119125145
- International Standard Name Identifier: 0000 0000 3190 6412
- Library of Congress Control Number: n94037159
- Virtual International Authority File: 67268928
- WorldCat: E39PBJjxvKWYXBMP9HxFVYxMT3